# Diclonomyces
Diclonomyces — рід грибів родини Laboulbeniaceae. Назва вперше опублікована 1931 року.

## Класифікація
До роду Diclonomyces відносять 3 види:
- Diclonomyces eumicrophilus
- Diclonomyces stilomedonis
- Diclonomyces subgaleatus